# Frederik Nielsen (forfatter)
 For alternative betydninger, se Frederik Nielsen. (Se også artikler, som begynder med Frederik Nielsen)
Frederik Jørgen Niels Nielsen (kaldenavn Fari, ifølge den gamle stavemåde Fare; født 20. september 1905 i Qoornoq; død 17. december 1991) var en grønlandsk forfatter, oversætter, sprogforsker, lærer og landsrådsmedlem.

## Opvækst og uddannelse
Frederik Nielsen blev født i Qoornoq i 1905. Hans far omkom i en kajakulykke, da Frederik var fire år gammel. Fra 1921 til 1927 tog han uddannelse på Grønlands Seminarium og derefter indtil 1931 på lærerseminariet i Tønder. Efter at have afsluttet sine studier vendte han tilbage til Grønland og arbejdede som lærer på skolen i Aasiaat. I 1936 arbejdede han på sit eget uddannelsessted i Nuuk. Fra 1941 fungerede han også som skolekonsulent for Mellemgrønland.

## Karriere
I 1947 forlod han Nuuk for at blive skoleleder i Qaqortoq. Han forblev skolekonsulent, men var nu ansvarlig for Sydgrønland. I 1951 blev han også nævning for Grønlands Landsret. I 1954 blev han udnævnt til skoleinspektør. I 1957 blev han formand for det nystiftede Grønlandske Radiofoni, i dag Kalaallit Nunaata Radioa. Som formand skulle han udbrede massemedierne i Grønland, da der førhen hverken var dagblade eller landsdækkende radio, endsige fjernsyn. Atuagagdliutit, der sidenhen er blevet udgivet på to sprog som Atuagagdliutit/Grønlandsposten, var den eneste avis i landet og blev på den tid kun udgivet hver anden uge.
I 1969 gik Nielsen på pension.
Som en politisk aktiv person var han i 1948-1951 i Qaqortoqs Sysselråd og efterfølgende i kommunalrådet samme sted. I 1949 repræsenterede han også Klaus Lynge i Grønlands Landsråd og var så fra 1951 til 1954 fuldgyldigt medlem.

### Forfatterskab
Han var fra 1937 til 1946 tilknyttet bl.a. Grønlands Folkeoplysning, Det Grønlandske Forlag, Grønlands Landsmuseum og Foreningen for Grønlands Folkekunst. Hans vigtigste litterære værker er romaner og digte, men han skrev også værker til brug ved undervisning. Han har skrevet romanen Tuumarsi (den grønlandske form for Thomas) fra 1934, den naturrelaterede digtsamling Qilak, nuna, imaq (Himmel, land, hav) fra 1943 og eventyret Arnajaraq (Et pigenavn) fra 1948. Mest fremtrædende er dog hans tetralogi mellem 1970 og 1988, der begyndte med romanen Ilissi tassa nunassarsi (Dette er jeres fremtidige land). Tetralogien beskæftiger sig med Thulekulturens bosættelse af Grønland i middelalderen.
Nielsen oversatte værker af Grundtvig og Hans Christian Andersen til grønlandsk, foruden Det Gamle Testamente, og han var medlem af arbejdsgrupper, der arbejdede med en grønlandsk oversættelse af salmer samt en grønlandsk-dansk og en dansk-grønlandsk ordbog.
Som medlem af sprog- og retskrivningsudvalget var han også involveret i den grønlandske retskrivningsreform fra 1973, som erstattede Samuel Kleinschmidts ortografi med den, der bliver brugt i dag.

### Hæder
Nielsen har båret Rink-medaljen, som han 1972 modtog fra Det Grønlandske Selskab. Han blev også ridder af Dannebrogordenen i 1952 og ridder af 1. grad i 1965. I 1984 modtog han Den Grønlandske Kulturpris. Han modtog Nersornaat i sølv den 30. april 1991, før han døde i en alder af 86 ved årets udgang.   Gaden Farip Aqqutaa i Nuuk er opkaldt efter ham.

## Privatliv
Nielsen var søn af Niels Hans Morten Nielsen (1882-1909) og Juliane Ane Jocebha Holm (1887-1959). Hans fætter var politikeren Andreas Nielsen (1910-1993). Frederik Nielsens giftede sig for første gang den 21. juni 1947 med Grethe Schandorph (1916–? ). Efter skilsmissen i 1958 giftede han sig den 2. november 1962 med Ane Sofia Maria Lovisa Egede (1914–?), datter af Abel Pavia Niels Egede (1880-1945) og Dina Abrahamsen (1875-1953). Hans svigerfars søster havde en søn med den sydgrønlandske inspektør Oscar Peter Cornelius Kock (1860-1937).